# بی‌ال‌کی
بی‌ال‌کی (انگلیسی: BLK) شرکت پوشاک استرالیایی است، که در سال ۱۹۹۹ تأسیس شد.